# Retiboletus retipes
Retiboletus retipes är en svampart som först beskrevs av Berk. & M.A. Curtis, och fick sitt nu gällande namn av Manfr. Binder & Bresinsky 2002. Retiboletus retipes ingår i släktet Retiboletus och familjen Boletaceae.   Inga underarter finns listade i Catalogue of Life.